# Monte Bove (Appennino abruzzese)
Il monte Bove è una montagna inclusa nel gruppo dei monti Carseolani nell'Appennino abruzzese. Raggiunge un'altitudine di 1346 m s.l.m.

## Descrizione
Il monte Bove è situato al confine occidentale dell'Abruzzo con il Lazio, in provincia dell'Aquila. Incluso nel gruppo montuoso dei monti Carseolani si trova al centro dell'Appennino abruzzese. Alto 1 346 m s.l.m. domina il settore nord orientale della piana del Cavaliere.
La via Tiburtina Valeria, arteria che collega Tagliacozzo a Carsoli, attraversa il territorio montano nei pressi della frazione di Colli di Monte Bove. La strada svalica a 1220 m s.l.m. al bivio per Marsia, non distante dal paese di Roccacerro. Il rilievo è in parte percorso dalla linea ferroviaria Roma-Pescara che vicino a Colli di Monte Bove è dotata dell'omonima fermata ferroviaria. 
Nel territorio del monte Bove a circa 1000 m s.l.m. si trova la grotta di Sant'Angelo che risalirebbe al XII secolo. Sulla montagna marsicana si trovano le sorgenti dei torrenti Rio Sant'Antonio e Rio Valle Mura, dalla cui confluenza nasce il fiume Turano.

### Etimologia
Stando ad una leggenda il nome deriverebbe da Bovo d'Antona che difese il territorio dalle incursioni dei Saraceni insieme al paladino Orlando. Quest'ultimo avrebbe originato il nome del vicino monte Guardia d'Orlando (1.353 m s.l.m.).

### Visuale dalla vetta
Oltre alle altre vette dei monti Carseolani dalla sommità del monte Bove è visibile ad est il massiccio del Velino e la sottostante area dei piani Palentini. A sud si trova la località turistica di Marsia, sede della stazione sciistica del monte Midia e uno dei punti di accesso della vasta faggeta dei monti Simbruini.

## Cartografia
- Cartografia ufficiale italiana dell'Istituto Geografico Militare (IGM) in scala 1:25.000 e 1:100.000, consultabile on line